# Stranglehold (singolo)
Stranglehold è un brano musicale di Paul McCartney, composto da lui e da Eric Stewart, apparso, come traccia d'apertura, sull'album Press to Play del 1986. Nello stesso anno, solamente negli USA venne pubblicato come singolo (b-side: Angry) su due formati: 7" e 12". L'SP raggiunse l'81ª posizione di Billboard Hot 100, diventando uno dei 45 giri di minor successo commerciale dell'ex-beatle.

## Tracce singolo

### 7"
Lato A
1. Stranglehold – 3:36 (McCartney-Stewart)

Lato B
1. Angry (Remix) – 3:36 (McCartney-Stewart)

### 12"
Lato A
1. Stranglehold – 3:36 (McCartney-Stewart)

Lato B
1. Angry (Rock Radio Remix) – 3:36 (McCartney-Stewart)